# کمیته نظارت بر بانکداری بازل

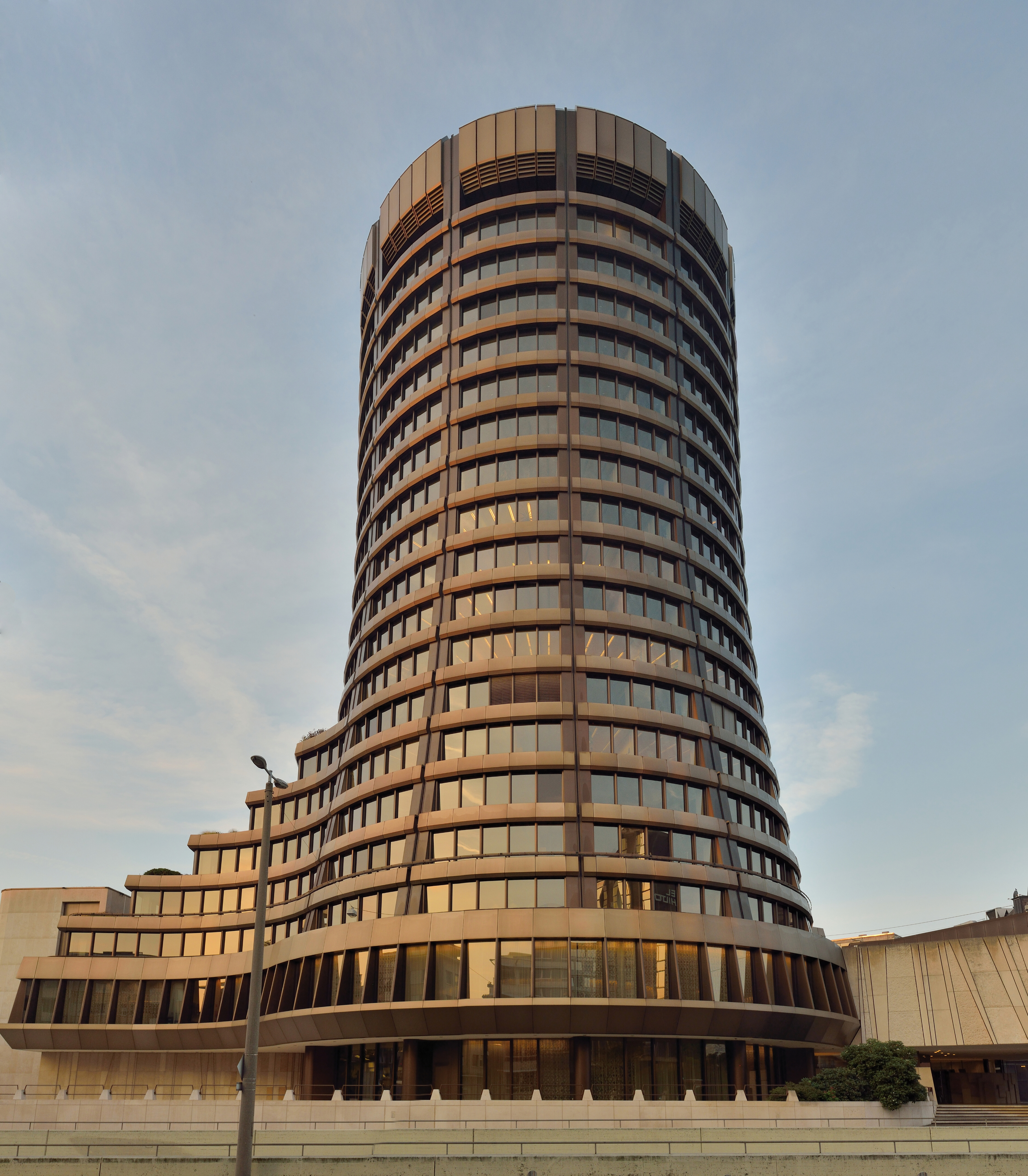
مقر کمیته نظارت بر بانکداری بازل.

کمیته نظارت بر بانکداری بازل یا کمیته بال (به انگلیسی: Basel Committee on Banking Supervision یا BCBS) مرکب است از نمایندگان ارشد بانک‌های مرکزی تعدادی از کشورهای گروه ده است که معمولاً هر سه ماه یک بار توسط بانک تسویه‌های بین‌المللی به عنوان دبیرخانه دائمی آن در شهر بازل سوئیس تشکیل می‌گردد و به همین دلیل به کمیته بازل معروف شده‌است. کمیته بازل دارای قدرت قانونی نیست، ولی اکثر کشورهای عضو آن به‌طور ضمنی موظف به اجرای توصیه‌های آن هستند. 
اعضای کمیته عبارتند از آرژانتین، استرالیا، بلژیک، برزیل، کانادا، جمهوری خلق چین، فرانسه، آلمان، هنگ کنگ، هند، اندونزی، ایتالیا، ژاپن، کره جنوبی، لوکزامبورگ، مکزیک، هلند، روسیه، عربستان سعودی، سنگاپور، آفریقای جنوبی، اسپانیا، سوئد، سوئیس، ترکیه، بریتانیا و ایالات متحده آمریکا. 
از مهمترین اقدامات کمیته بازل تهیه و انتشار اصول پایه در نظارت بانکی کارآ و مؤثر و همچنین مقررات مربوط به کفایت سرمایه‌ است. 